# Szeptember 4.
Szeptember 4. az év 247. (szökőévben 248.) napja a Gergely-naptár szerint. Az évből még 118 nap van hátra.
Névnapok: Rozália + Ida, Marinusz, Mór, Móric, Mózes, Muriel, Romi, Róza, Rózabella, Rózamari, Rozi, Rózsa, Rózsi, Ruszalka

## Események
- 476 – Odoaker germán hadvezér elfoglalta Ravennát, mely akkor a Nyugatrómai Birodalom fővárosa volt és ez Romulus Augustus római császár uralkodásának és az ókornak a végét jelentette.
- 1552 – Szolnok vára elesett
- 1781 – 44 spanyol telepes El Pueblo de la Reina de los Ángeles néven telepet létesített Kaliforniában, amely napjainkra Los Angeles néven az Amerikai Egyesült Államok második legnépesebb városává fejlődött.
- 1837 – Samuel Morse bemutatja távíróját a New York-i egyetemen.
- 1863 – Ganz Ábrahámot Buda díszpolgárává választják.
- 1870 – Franciaországban a Nemzetgyűlés kikiáltja a köztársaságot, III. Napóleon császár uralma véget ér.
- 1886 – Befejeződik az amerikai indián háború, Geronimo elestével
- 1888 – George Eastman feltaláló bemutatja az első roll-film kamerát és bejelenti saját nevére a Kodak védjegyet.
- 1920 – A Julián naptár utolsó napja Európában (Bulgáriában is bevezetik a Gergely-naptárat).
- 1934 – A szövetkezetek nemzetközi kongresszusán Londonban meghatározzák a 7 Rochdale-i alapelvet.
- 1970 – Salvador Allende győz a chilei választásokon.
- 1972 – Mark Spitz az első sportoló, aki egyazon olimpián a 7. olimpiai aranyérmét is megnyeri.
- 1992 – A Fidesz a Liberális Internacionálé teljes jogú tagjává válik.
- 1992 – Bulgáriában hét év szabadságvesztésre és súlyos pénzbüntetésre ítélik Todor Zsivkovot.
- 1993 – Kenderesen újratemetik Horthy Miklós altengernagyot, a Magyar Királyság egykori kormányzóját, feleségét jószáshelyi Purgli Magdolnát és ifj, Horthy Miklóst, a kormányzói pár kisebbik fiát.
- 1997 - Magyarországon bemutatják a Men in Black – Sötét zsaruk című filmet.

## Sportesemények
Formula–1
- 1960 –  olasz nagydíj, Monza - Győztes:  Phil Hill (Ferrari)
- 1966 –  olasz nagydíj, Monza - Győztes:  Ludovico Scarfiotti (Ferrari)
- 2005 –  olasz nagydíj, Monza - Győztes:  Juan Pablo Montoya (McLaren Mercedes)
- 2016 –  olasz nagydíj, Monza - Győztes: Nico Rosberg  (Mercedes)

Labdarúgás
- 2015 – Magyarország–Románia 2016-os labdarúgó-Európa-bajnokság selejtezőmérkőzés, Budapest, Groupama Aréna

## Születések
- 1768 – François-René de Chateaubriand francia író, diplomata († 1848)
- 1805 – Mikó Imre erdélyi magyar államférfi, művelődés- és gazdaságpolitikus, történész († 1876)
- 1824 – Anton Bruckner osztrák zeneszerző († 1896)
- 1834 – Doby Jenő rézmetsző, rézkarcoló, festőművész († 1907)
- 1848 – Beöthy Zsolt író, irodalomtörténész († 1922)
- 1882
  - Leonhard Frank német író († 1961)
  - Festetics György magyar földbirtokos, diplomata, politikus, országgyűlési képviselő († 1941)
- 1883 – Czóbel Béla Kossuth-díjas festőművész, grafikus († 1976)
- 1890 – Virágh Béla felvidéki magyar református lelkész, országgyűlési képviselő († 1966)
- 1892
  - Helmuth Plessner német filozófus és szociológus, a filozófiai antropológia képviselőinek egyike († 1985)
  - Darius Milhaud francia zeneszerző, a francia Hatok (Les Six) zeneszerzői csoport tagja († 1974)
- 1905 – Ráday Imre magyar színész, rendező, érdemes és kiváló művész († 1983)
- 1906 – Max Delbrück német származású amerikai biológus, a molekuláris biológia egyik úttörője († 1981)
- 1914 – Udvardy Tibor magyar operaénekes († 1981)
- 1915 – Lengyel Árpád olimpiai bronzérmes, Európa-bajnok úszó († 1993)
- 1917 – Maléter Pál magyar katona, az 1956-os forradalom honvédelmi minisztere († 1958)
- 1917 – Henry Ford II amerikai autógyáros, a gyáralapító Henry Ford unokája († 1987)
- 1918 – Urbán Ernő magyar író († 1974)
- 1918 – Fekete János magyar közgazdász, az MNB volt elnöke († 2009)
- 1919 – Pusztai Pál magyar grafikus, karikaturista († 1970)
- 1920 – Clemar Bucci argentin autóversenyző († 2011)
- 1920 – Csergő János postafőigazgató, kohó- és gépipari miniszter († 1980)
- 1920 – Jackie Holmes (John Holmes) amerikai autóversenyző († 1995)
- 1924 – Bobby Grim (Robert Grim) amerikai autóversenyző († 1995)
- 1925 – Vásárhelyi László magyar táncos, koreográfus († 2002)
- 1927 – Sánta Ferenc Kossuth-díjas magyar író († 2008)
- 1933 – Bill Moss (William Frank Moss) brit autóversenyző († 2010)
- 1933 – Mécs Imre magyar villamosmérnök, 1956-os elítélt, politikus († 2023)
- 1933 – Richard Castellano amerikai színész († 1988)
- 1934 – Urbán Lajos magyar vasúti vezető, szakpolitikus, közlekedési miniszter
- 1936 – Csiszár Nándor magyar színész († 2000)
- 1937 – Dawn Fraser ausztrál úszóbajnoknő
- 1950 – Karda Beáta magyar táncdalénekesnő
- 1952 – Voga János magyar zeneszerző, tanár, rádiós műsorvezető
- 1957 – Farkas Flórián roma politikus
- 1957 – Panek Kati Jászai Mari-díjas magyar színésznő, népdalénekesnő
- 1957 – Patricia Tallman amerikai filmszínésznő, dublőz
- 1958 – Török Ágnes magyar bábművész, színésznő
- 1961 – Kelemen József Jászai Mari-díjas magyar színész, rendező, egyetemi tanár
- 1963 – John Vanbiesbrouck amerikai jégkorongozó
- 1970 – Barabás Kiss Zoltán magyar színész
- 1970 – Létay Dóra Jászai Mari-díjas magyar színésznő
- 1981 – Beyoncé amerikai énekesnő, színésznő a Destiny’s Child egykori tagja
- 1986 – Borbély Alexandra Jászai Mari-díjas magyar színésznő
- 1987 – Gideon Louw dél-afrikai úszó
- 1991 – Carter Jenkins amerikai színész
- 1991 – Siklósi Örs magyar zeneszerző, dalszövegíró, énekes, az AWS nevű modern metált játszó formáció tagja († 2021)
- 1993 – Yannick Ferreira Carrasco belga labdarúgó
- 1993 – Marco Fichera, olasz párbajtőrvívó

## Halálozások
- 1784 – César-François Cassini de Thury francia csillagász (* 1714)
- 1821 – José Miguel Carrera chilei tábornok, az első chilei kormány elnöke (* 1785)
- 1827 – Heinrich Boie német herpetológus (* 1794)
- 1845 – Pierre-Paul Royer-Collard francia jogász, filozófus, politikus, 1827-től a Francia Akadémia tagja (* 1763)
- 1849 – Friedrich August Schulze német író (* 1770)
- 1902 – Heller Ágost magyar tudománytörténész, az MTA tagja (* 1843)
- 1907 – Edvard Grieg norvég zeneszerző, zongoraművész (* 1843)
- 1963 – Robert Schuman francia politikus, külügyminiszter, az Európai Parlament első elnöke, „Európa atyja” (* 1886)
- 1965 – Albert Schweitzer elzászi orvos, lelkész, Nobel-díjas (* 1875)
- 1965 – Petényi Géza magyar gyermekgyógyász, egyetemi tanár, az MTA tagja (* 1889)
- 1969 – Riesz Marcell magyar matematikus, egyetemi tanár (* 1886)
- 1974 – Komor István Jászai Mari-díjas magyar rendező (* 1926)
- 1979 – Öveges József Kossuth-díjas magyar fizikus, tanár, televíziós személyiség (* 1895)
- 1989 – Georges Simenon belga író (* 1903)
- 1997 – Chuck Arnold (Charles Arnold) amerikai autóversenyző (* 1926)
- 2001 – Simó Sándor Balázs Béla-díjas magyar filmrendező (* 1934)
- 2003 – Varga Tibor magyar hegedűművész, karmester (* 1921)
- 2003 – Bánáthy Béla magyar származású amerikai rendszertudós (* 1919)
- 2006 – Steve Irwin ausztrál természetfilmes (* 1962)
- 2006 – Giacinto Facchetti olasz labdarúgó (* 1942)
- 2006 – Fejér Tamás Balázs Béla-díjas magyar filmrendező (* 1920)